# Pacino di Buonaguida
Pacino di Buonaguida o Bonaguida (Firenze, 1280 circa – 1339 ?) è stato un pittore e miniatore italiano, di scuola giottesca.

## Biografia

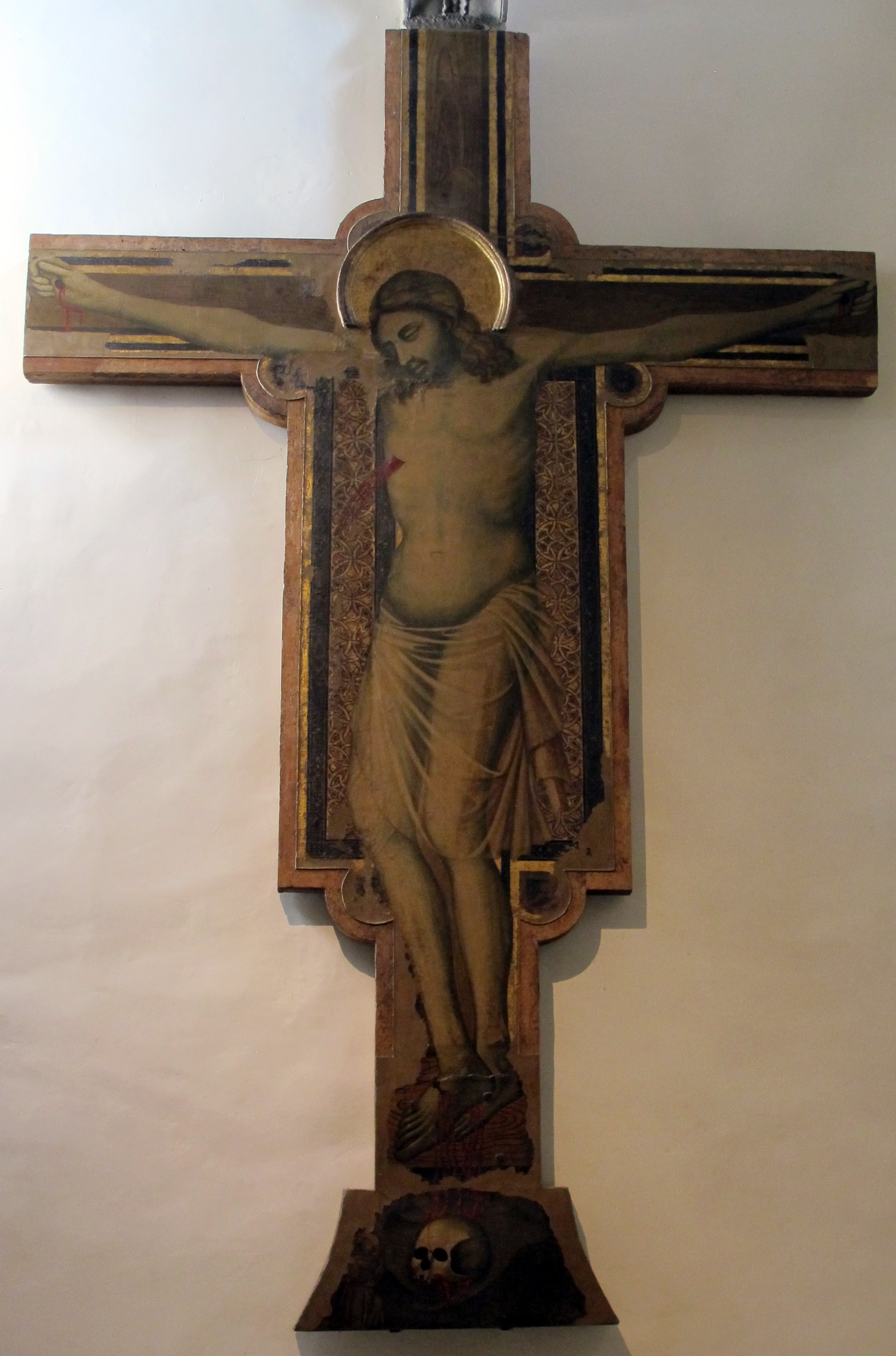
L'abside della chiesa di Santa Felicita con il Crocifisso di Pacino di Buonaguida

Il primo documento che parla di Pacino risale al 1303, anno in cui il giovane artista, definito come artifex publicus in arte pictorum, interrompe la sua collaborazione con il pittore Tambo di Serraglio, presso il quale forse aveva condotto il suo apprendistato: questo colloca con buona approssimazione la sua presunta data di nascita a circa un ventennio prima.
L'unica opera firmata da Pacino è un polittico raffigurante la Crocifissione con i santi Nicola, Bartolomeo, Florenzio e Luca (oggi conservato alla Galleria dell'Accademia di Firenze), che porta l'iscrizione SIMON PRESPITERO S. FLORENTII PINGI FECIT HOC OPUS A PACINO BONAGUIDE ANNO DOMINI MCCCX..., e che in origine si trovava sull'altare principale della chiesa di San Firenze.
La sua pittura è caratterizzata da uno stile arcaico fortemente legato ai canoni della fine del XIII secolo e influenzato dalle prime opere di Giotto.
Il catalogo delle sue opere è costituito da un'ampia serie di miniature; in particolare si segnalano le iniziali istoriate di alcuni codici:
- l'Antifonario 3 dell'Archivio capitolare di Prato
- il Manoscritto n. 1466 della Biblioteca Riccardiana di Firenze
- il Manoscritto Plut. 3939 della Biblioteca Laurenziana di Firenze
- il Messale di Orsanmichele.

Altre sue miniature sono a Cambridge (Fitzwilliams Museum), a Venezia (Fondazione Cini) e New York (Pierpont Morgan Library).
Pacino è documentato per l'ultima volta nel 1330, quando si iscrive alla Arte dei Medici e Speziali di Firenze.

## Opere
- Polittico con la Crocifissione e i santi Nicola, Bartolomeo, Florenzio e Luca, 136x249 cm, (firmato), 1310-1320 circa, Firenze, Galleria dell'Accademia, inv. n. 8568
- croce dipinta con Cristo crocifisso, 330x232 cm,[2] Firenze, chiesa di Santa Felicita
- Albero della Vita, 248x151 cm,[3] Firenze, Galleria dell'Accademia, inv. n. 8459 (prov. dal convento delle Clarisse di Monticelli, Firenze)
- Madonna con Bambino detta Madonna Griggs, 79x53 cm,[3] New Haven, Yale University Art Gallery, inv. 1943.204 (già a New York, Collezione M.F. Griggs)
- Polittico smembrato e disperso
  - scomparto centrale con la Madonna con Bambino, 81x51 cm,[4] Firenze, Galleria dell'Accademia, inv. n. 6146
  - scomparto laterale con San Giacomo Maggiore, 47x28 cm,[5] Roma, Asta Christie's del 22 maggio 1980, lotto n. 301 (prov. dalla Collezione Cortese di Castagneto Carducci)
- Dossale della Madonna con Bambino, santi e donatore, 62x159 cm,[6] 1976), Baltimora, Walters Art Museum, n. 37.2494 (acquistato nel 1973)
- Polittico delle sante Flora e Lucilla, smembrato
  - scomparto centrale con la Madonna con Bambino, 69x52 cm, Firenze, Palazzo Vecchio, Collezione Charles Loeser
  - scomparto laterale con Santa Flora 75x52 cm,[7] New Haven, Yale University Art Gallery, inv. 1943.203
  - scomparto laterale con Santa Lucilla, 71x50 cm, New Haven, Yale University Art Gallery, inv. 1946.13
- Polittico di San Procolo (?), smembrato e in parte disperso
  - tre scomparti laterali[3] con San Nicola (?) vescovo, San Giovanni Evangelista e San Procolo (?) vescovo, 71x45 cm ciascuno scomparto, Firenze, Galleria dell'Accademia, inv. nn. 8698-8699-8700
  - due scomparti di predella con Storie di san Procolo, 27x33 cm circa ciascuno,[8] Cambridge, Harvard University Art Museums, Fogg Art Museum, inv. 1943.110, 1943.111
  - scomparto di predella con San Procolo celebra la messa alla presenza di un vescovo, Ubicazione sconosciuta (Parigi, Asta Drouot Richelieu, 1992, n. 39)
  - scomparto di predella con il Martirio di un santo (san Fiorenzo?), Bergamo, Collezione privata
  - scomparto di predella con la Resurrezione di un fanciullo morto posto sotto la tomba di san Procolo (attribuzione Roberto Longhi, 1948), Francoforte, Collezione privata
- scomparto laterale di polittico con San Giacomo maggiore, 61x36 cm,[9], New York, collezione privata
- Trittico Wildenstein con la Crocifissione, Compianto sul Cristo morto, Ascensione di Cristo, 46x78 cm, Ubicazione sconosciuta (già a New York, Wildenstein & Co.)
- Tabernacolo dipinto con la Crocifissione di Cristo con donatori e storie della vita di Cristo, 45x64 cm,[7] Tucson, The University of Arizona Museum of Art, inv. 61.118 (già a New York, Collezione Samuel. H. Kress, n. K1717)
- Altarolo con la Crocifissione, Madonna e santi, 50x40 cm,[10] Firenze, Galleria degli Uffizi (inv. 1890 n. 9806)
- Crocifissione di Cristo e santi, 27x20 cm, Ubicazione sconosciuta (già a Firenze, Villa I Tatti, The Harvard University Center for Italian Renaissance Studies)
- frammento di croce dipinta con Cristo crocifisso, 139x35 cm,[7] Ponce (Puerto Rico), Museo de Arte de Ponce, inv. 62.0259 (già New York, Collezione Samuel H. Kress, inv. K126)
- Dittico Strauss con San Giovanni Evangelista in Patmos, Madonna con Bambino in trono e santi, Transito della Madonna, Crocifissione di Cristo, 62x81 cm, New York, The Metropolitan Museum of Art, inv. 64.189.3
- Tabernacolo di Chiarito, 101x113 cm,[4] Los Angeles, J. Paul Getty Museum, n. 85.PB.311 (nel Convento di Chiarito di Firenze fino al 1787).